# رزا پارکس
رُزا پارکس (انگلیسی: Rosa Parks; با نام اصلی انگلیسی: Rosa Louise McCauley; زاده ۴ فوریه ۱۹۱۳ - درگذشته ۲۴ اکتبر ۲۰۰۵) او یک زن سیاه‌پوست (آمریکایی آفریقایی‌تبار) آمریکایی بود که خیاطی میکرد و بعدتر یکی از فعالان جنبش حقوق مدنی آمریکا شد و توسط کنگره آمریکا به عنوان «مادر جنبش آزادی» و «بانوی اول جنبش حقوق مدنی» شناخته شد.
رزا پارکس به این خاطر مشهور است که در ۱ دسامبر ۱۹۵۵ از دادن صندلی‌اش در اتوبوس به یک مرد سفیدپوست خودداری کرد و در نتیجه بازداشت و جریمه شد. وی در تاریخ آمریکا جایگاه ویژه‌ای دارد و اقدام اعتراض‌آمیز وی در روز اول دسامبر سال ۱۹۵۵ در ایالت آلابامای ایالات متحده آمریکا علیه مقررات نژادی نقطه آغاز نمادین جنبش حقوق مدنی سیاهان آمریکا قلمداد می‌شود. خودداری رزا پارکس از واگذاری صندلی‌اش در یک اتوبوس شهری به یک مرد سفیدپوست و بازداشت متعاقب وی به تحریم گسترده شبکه ترابری همگانی توسط سیاهان منجر شد و به اعتراضات گسترده‌تر دامن زد. کشیش جوانی به نام مارتین لوتر کینگ که بعداً رهبری جنبش مدنی سیاهان را به عهده گرفت، سازماندهی آن تحرکات را به عهده داشت. جنبش اعتراضی او سرانجام به تصویب قانون حقوق مدنی سال ۱۹۶۴ انجامید که هرگونه تبعیض نژادی در آمریکا را ممنوع می‌کرد.
پارکس در سال ۲۰۰۵ در سن ۹۲ سالگی درگذشت و در ساختمان کپیتال هیل در واشینگتن دفن شد. وی تنها زن سیاهپوست تاریخ آمریکا است که در چنین مکانی دفن شده‌است.

## پیش‌نمایی از ماجرا
قبل از موفقیت جنبش آزادی‌خواهی سیاهان در بیشتر ایالات جنوبی آمریکا سیاه پوستان از سفید پوستان جدا بودند. به عنوان مثال سیاهان باید در مدارس جداگانه‌ای درس می‌خواندند، در پارک‌هایی که مخصوص سفیدپوستان بود حضور پیدا نمی‌کردند و حتی از آب‌خوری‌های جداگانه‌ای استفاده می‌کردند. سیاهان همچنین حق سوار شدن به اتوبوس از در جلو را نداشتند. آنها بایستی پس از پرداخت بلیت خود از در عقب اتوبوس وارد می‌شدند. اگر در هنگام مسیر یک سفیدپوست وارد می‌شد و صندلی خالی نبود یک سیاه موظف بود که صندلی‌اش را به وی بدهد.
مارتین لوتر کینگ فرد سیاهی بود که به خاطر پایان بخشی به این وضع از تمام سیاهان خواسته بود که اتوبوس‌ها را تحریم کنند و چون بیشتر مسافران اتوبوس‌های شهری آن ایالات را سیاهان تشکیل می‌دادند (۷۰٪) وی امید داشت که بدین ترتیب حکومت را مجبور کند که برای جلوگیری از ورشکستگی سیستم حمل و نقل شهری، حقوق سیاهان را محترم بشمارد.

## ماجرای اتوبوس

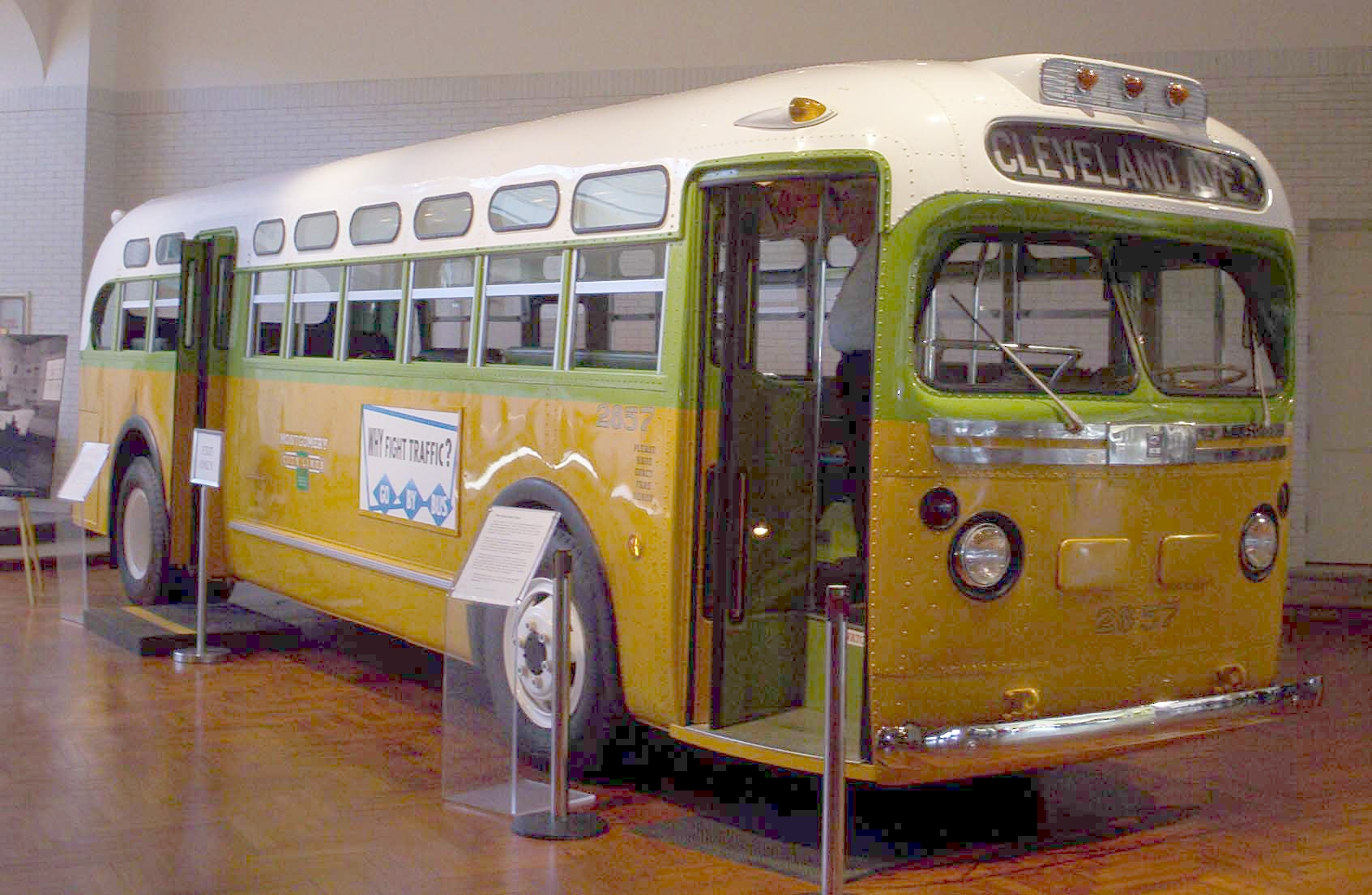
اتوبوسی که رزا پارکس در آن دستگیر شد. این اتوبوس هم‌اکنون در موزه هِنری فورد نگهداری می‌شود.

در روز اول دسامبر سال ۱۹۵۵، پارکس وقتی که از محل کارش در آلاباما (مرکزی برای آموزش حقوق و برابری حقوق نژادی به کارگران) بازمی‌گشت سوار اتوبوس شد. رانندهٔ اتوبوس (James F. Blake) شخصی بود که قبلاً با پارکس درگیری داشت و چند سال پیش هنگامی که او بلیتش را پرداخت کرده بود و برای سوارشدن به سمت در عقب اتوبوس حرکت می‌کرد درها را بست و بدون این‌که او را سوار کند حرکت کرده بود. بعدها پارکس همیشه از سوار شدن به اتوبوسی که او راننده‌اش بود خودداری کرده بود اما در آن روز به خاطر تنگی وقت مجبور بود که سوار شود.

## دستگیری

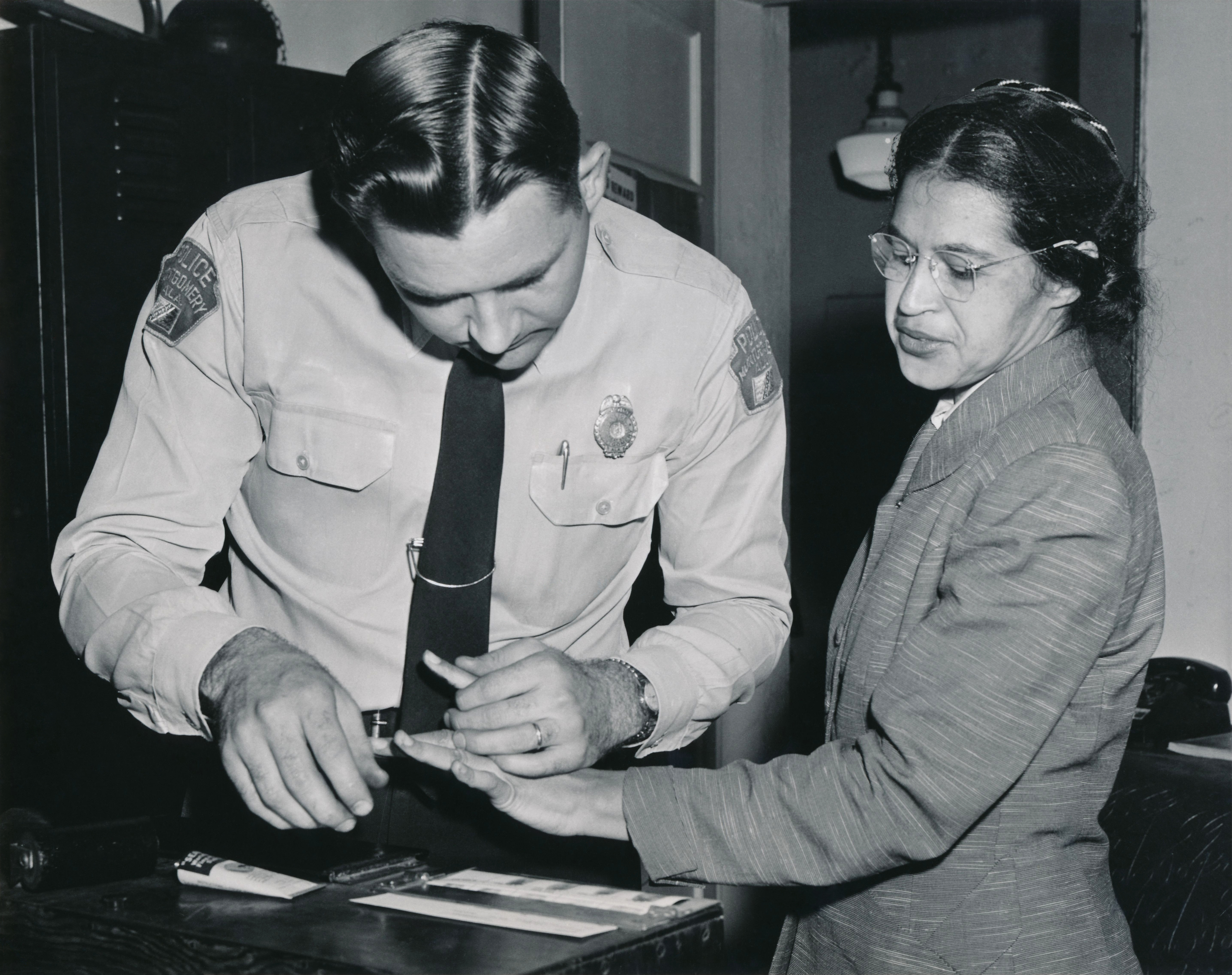
نگاره‌ای از لحظهٔ انگشت‌نگاری شدن رُزا پارکس توسط یک افسر پلیس به‌تاریخ ۲۲ فوریهٔ ۱۹۵۶ م.

پس از حرکت در دو ایستگاه بعد یک مرد سفیدپوست وارد اتوبوس شد و مجبور بود که بایستد. اگر چه آن مرد هیچ اعتراضی نکرد اما راننده بلافاصله متوجه شد و دستور داد که برای نشستن آن مرد جایی را خالی کنند. بعد از اینکه دو نفر از جای خود بلند شدند پارکس مانع از نشستن آن مرد سفیدپوست شد. دیگر مسافران (سیاه) که خشم راننده را دیده بودند از اتوبوس پیاده شدند. بعد از آن دو پلیس آمدند و پارکس را بازداشت، جریمه و انگشت‌نگاری کردند.
این ماجرا سر و صدای زیادی بر پا کرد و سیاهان را تشویق کرد که برای دستیابی به حقوق خود تلاش بیشتری کنند.

## سال‌های بعد از جنبش

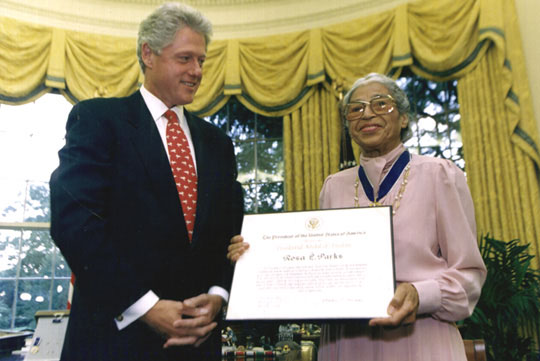
رزا پارکس در ۹ سپتامبر ۱۹۹۶، مدال آزادی ریاست‌جمهوری آمریکا را از دستان بیل کلینتون دریافت کرد.

رزا پارکس بعدها بنیاد «رزا و رِیموند پارکس» را در دیترویت در سال ۱۹۸۷ تأسیس کرد. وی بیشتر سال‌های عمر خود را صرف آگاهی دادن به جوانانی می‌کرد که از سال‌های سیاه تبعیض نژادی آمریکای چیزی نمی‌دانستند.